# Duitse stationscategorie
De Duitse stationscategorie is een classificatie waarin de stations van de Deutsche Bahn worden onderverdeeld.

## Achtergrond
De ongeveer 5400 spoorwegstations in Duitsland worden door DB Station&Service, het onderdeel van Deutsche Bahn dat verantwoordelijk is voor de stations, ingedeeld in zeven categorieën (Duits: Bahnhofskategorie). Dit systeem werd ingevoerd ter vervanging van de vroeger gebruikelijke stationsklasse, zoals die in meerdere landen bestaat en bestond (vergelijk de klasse-indeling van de Nederlandse standaardstations van de Staatsspoorwegen). Duitse stations worden in een categorie geplaatst op basis van een zestal criteria:
- aantal perrons;
- maximale perronlengte;
- aantal reizigers;
- aantal treinen dat er stopt;

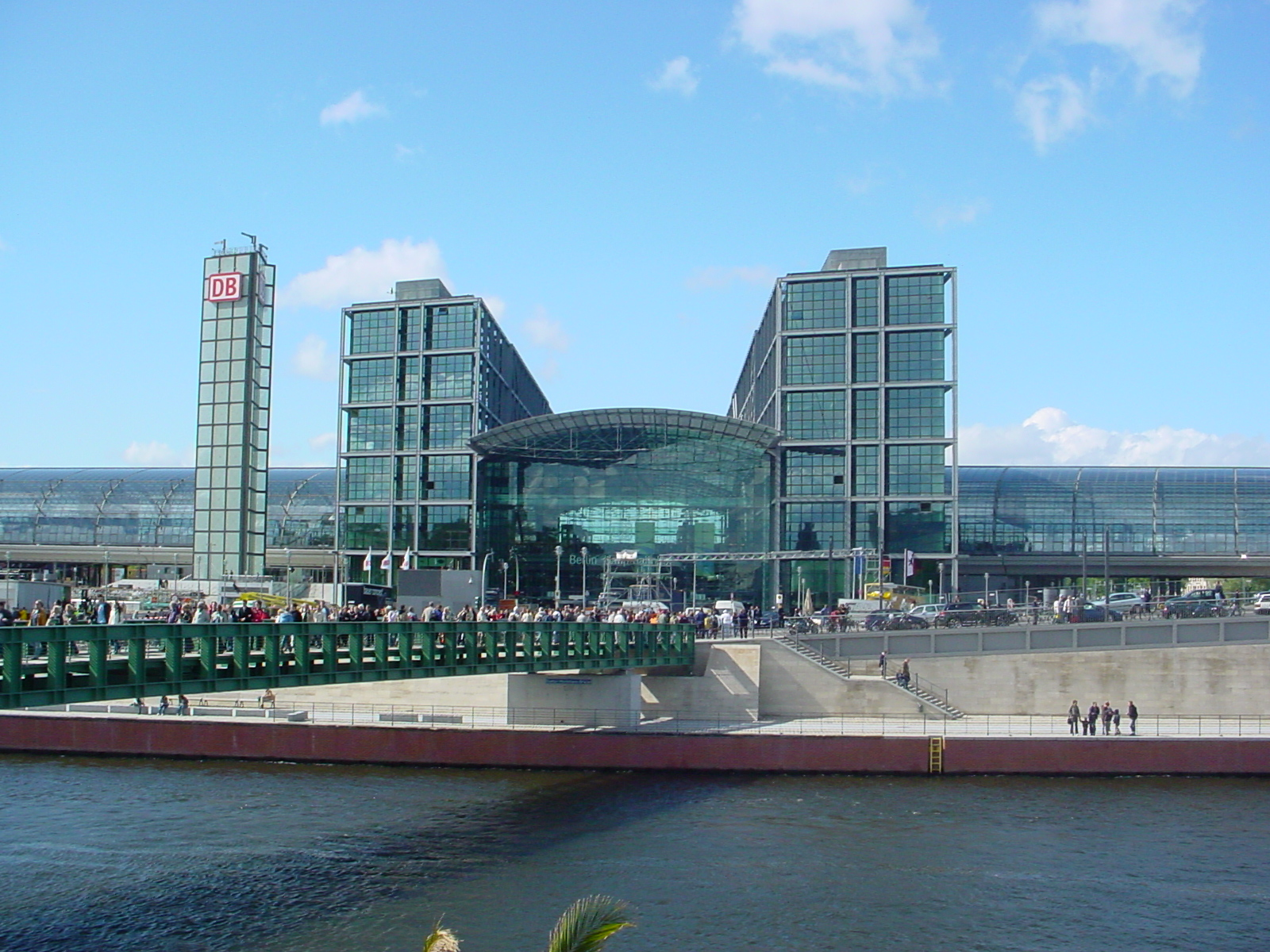
Berlin Hauptbahnhof

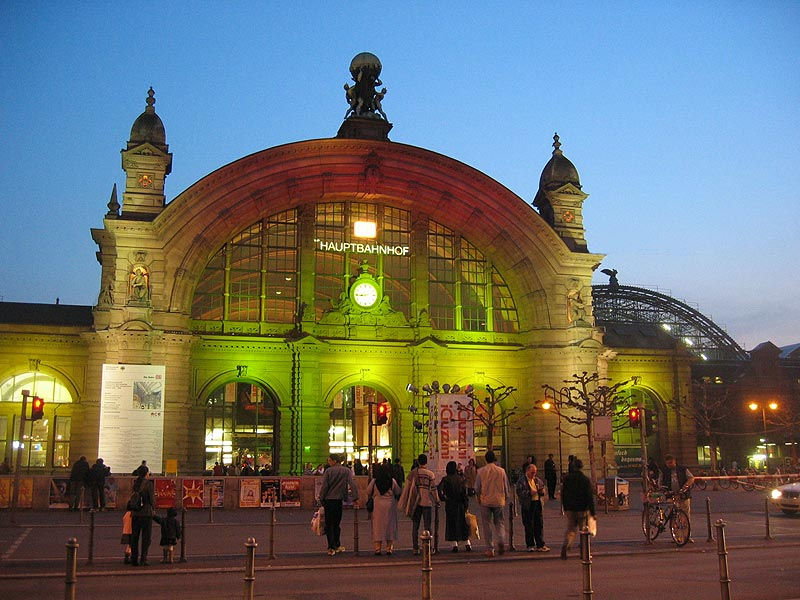
Frankfurt am Main Hauptbahnhof

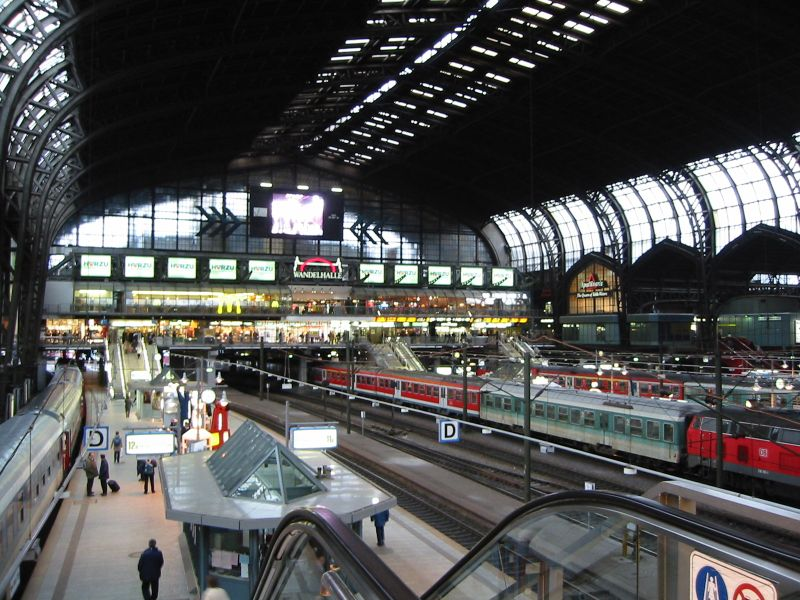
Hamburg Hauptbahnhof

- technische mogelijkheden op en rond het station;
- aanwezigheid van personeel.

De weging van de criteria is grotendeels afhankelijk van de haltegelden, het tarief wat een vervoerder dient af te rekenen om te mogen stoppen in een station. Alle stations binnen een categorie hebben vergelijkbare haltegelden. Hierdoor kunnen stations binnen een categorie verschillen. Als je bijvoorbeeld kijkt naar het aantal passagiers kan dit binnen een categorie verschillen.

## Categorie 1: Knooppunt voor het langeafstandsverkeer
Tot categorie 1 (Fernverkehrsknoten) behoren stations die qua serviceniveau vergelijkbaar zijn met internationale luchthavens. Op deze stations stoppen alle treintypes (ICE, Intercity, RegionalBahn, ...). Bovendien is er spoorwegpersoneel aanwezig dat diverse diensten aanbiedt en beschikt het station over winkelmogelijkheden. Deze stations zijn te vinden in de grootste steden van het land; Berlijn, Keulen, München en Hamburg kennen meerdere stations van de hoogste categorie. In totaal telt de eerste categorie 21 stations:
- Berlin Gesundbrunnen
- Berlin Hauptbahnhof
- Berlin Ostbahnhof
- Berlin Südkreuz
- Dortmund Hauptbahnhof
- Dresden Hauptbahnhof
- Düsseldorf Hauptbahnhof
- Duisburg Hauptbahnhof
- Essen Hauptbahnhof
- Frankfurt (Main) Hauptbahnhof
- Hamburg-Altona
- Hamburg Hauptbahnhof
- Hannover Hauptbahnhof
- Karlsruhe Hauptbahnhof
- Köln Hauptbahnhof
- Köln Messe/Deutz
- Leipzig Hauptbahnhof
- München Hauptbahnhof
- München Ost
- Nürnberg Hauptbahnhof
- Stuttgart Hauptbahnhof

## Categorie 2: Netwerkstation voor het langeafstandsverkeer
Deze 87 stations zijn qua inrichting vergelijkbaar met categorie 1. Zo bevinden zich er winkels en is er altijd personeel aanwezig. Categorie 2 stations zijn te vinden rond knooppunten in het langeafstandsverkeer en rond grote luchthavens (Fernverkehrssystemhalt).

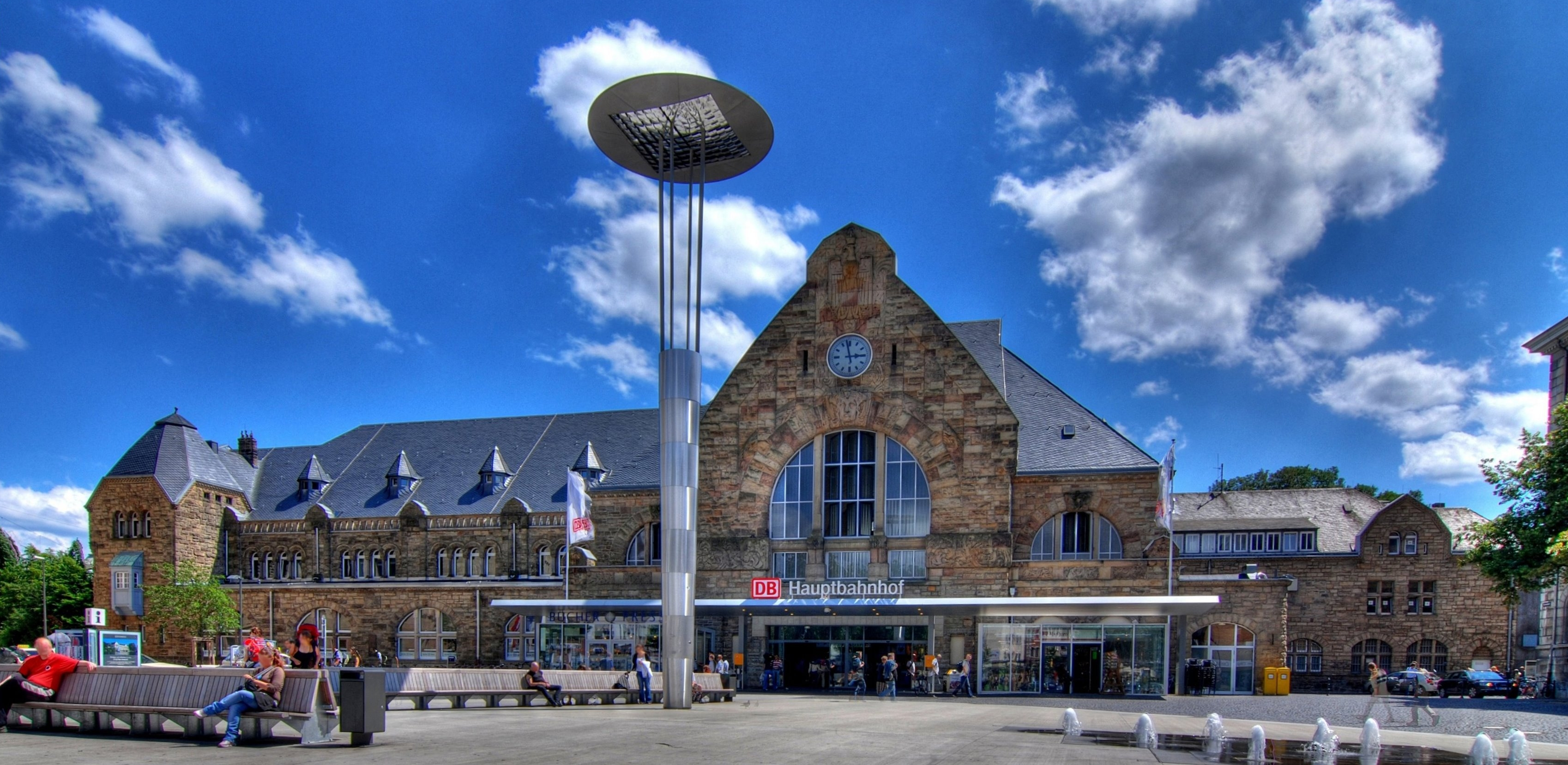
Aachen Hauptbahnhof

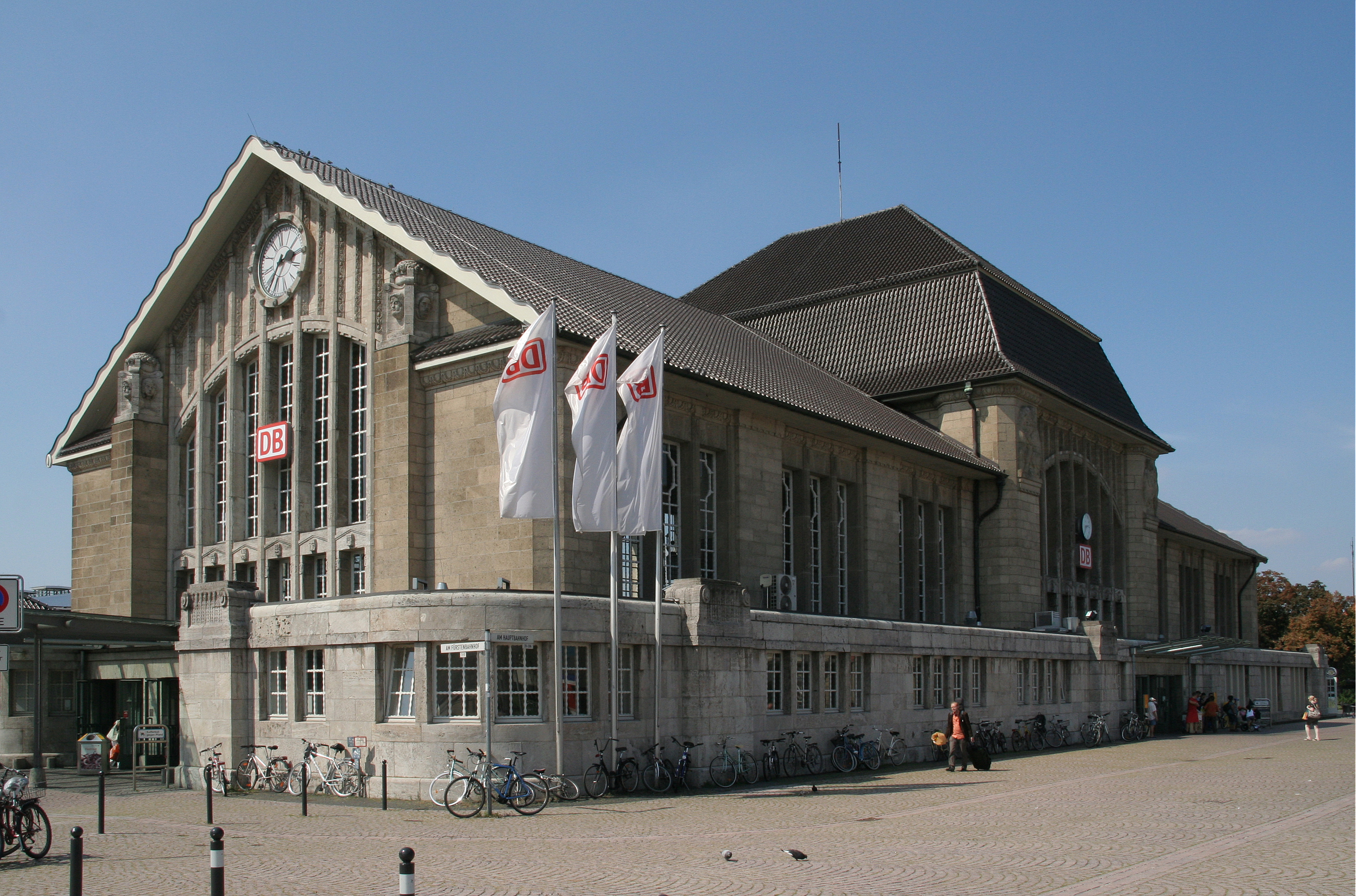
Darmstadt Hauptbahnhof

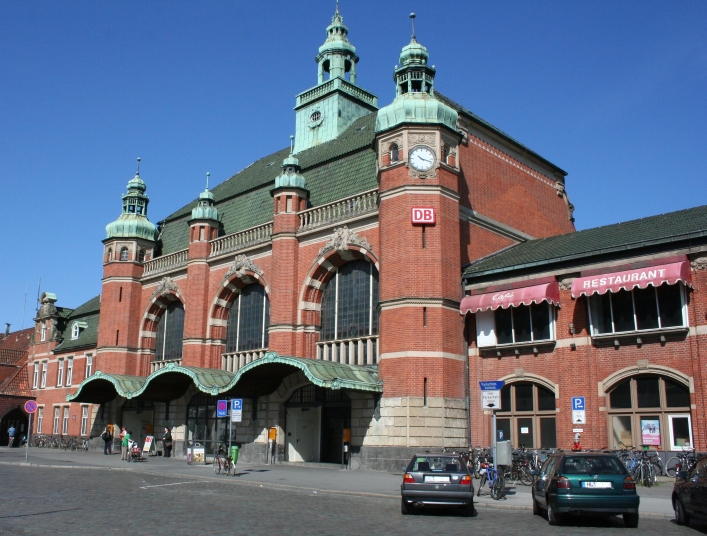
Lübeck Hauptbahnhof

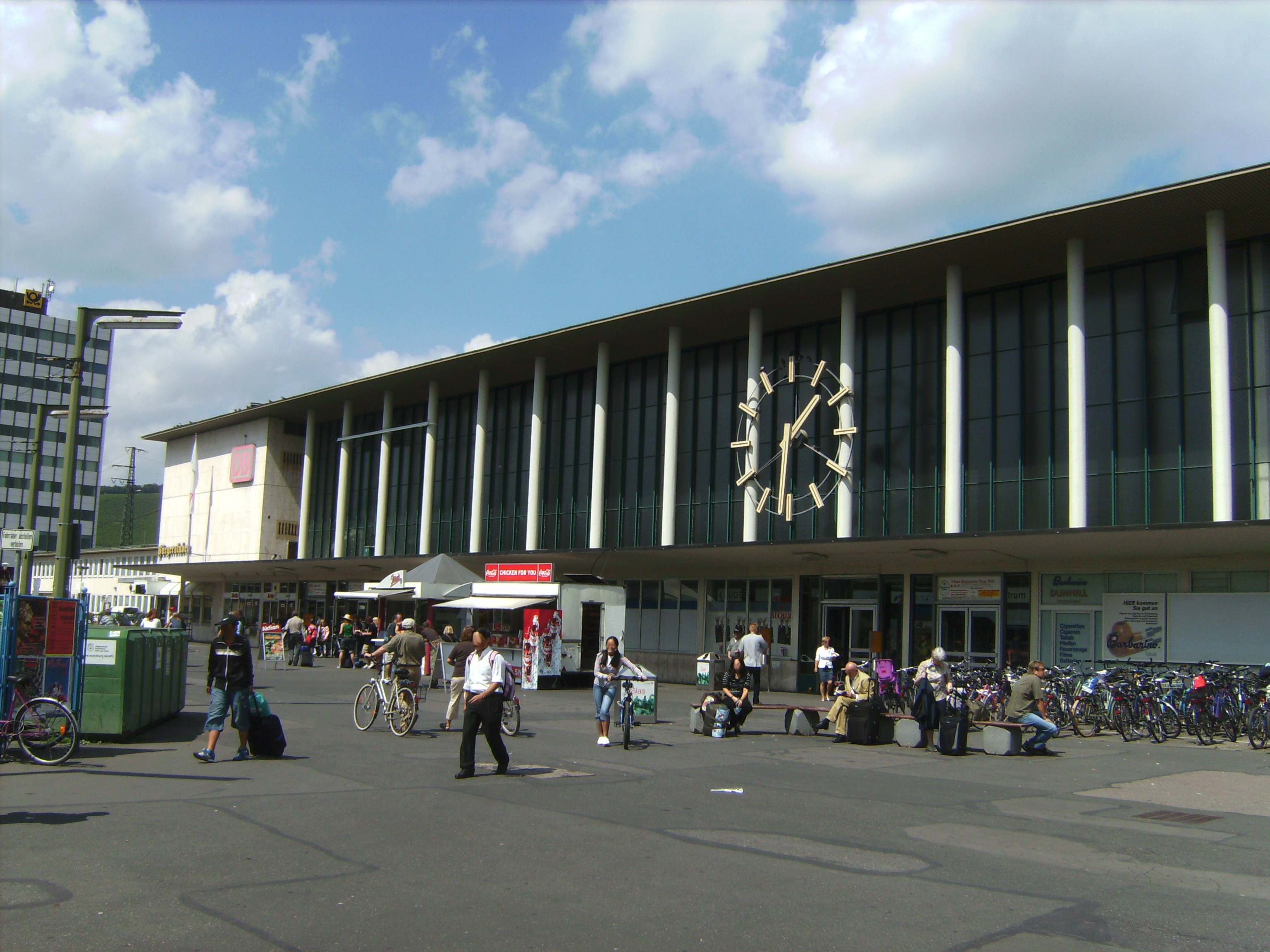
Würzburg Hauptbahnhof

| - Aachen Hauptbahnhof - Aschaffenburg Hauptbahnhof - Augsburg Hauptbahnhof - Bad Oldesloe - Bamberg - Berlin Friedrichstraße - Berlin-Lichtenberg - Berlin Potsdamer Platz - Berlin-Spandau - Berlin-Wannsee - Berlin Zoologischer Garten - Bielefeld Hauptbahnhof - Bietigheim-Bissingen - Bochum Hauptbahnhof - Bonn Hauptbahnhof - Braunschweig Hauptbahnhof - Bremen Hauptbahnhof - Bruchsal - Chemnitz Hauptbahnhof - Cottbus - Darmstadt Hauptbahnhof - Dresden-Neustadt - Düsseldorf Flughafen - Erfurt Hauptbahnhof - Frankfurt (Main) Süd - Freiburg (Breisgau) Hauptbahnhof - Fulda - Fürth (Bayern) Hauptbahnhof - Gelsenkirchen Hauptbahnhof - Gießen - Göttingen - Hagen Hauptbahnhof - Halle (Saale) Hauptbahnhof - Hamburg Dammtor - Hamburg-Harburg - Hamm (Westf) - Hanau Hauptbahnhof - Heidelberg Hauptbahnhof - Heilbronn Hauptbahnhof - Herford - Hildesheim Hauptbahnhof | - Kaiserslautern Hauptbahnhof - Kassel Hauptbahnhof - Kassel-Wilhelmshöhe - Kiel Hauptbahnhof - Koblenz Hauptbahnhof - Krefeld Hauptbahnhof - Lübeck Hauptbahnhof - Ludwigshafen (Rhein) Hauptbahnhof - Lüneburg - Magdeburg Hauptbahnhof - Mainz Hauptbahnhof - Mannheim Hauptbahnhof - Mönchengladbach Hauptbahnhof - München-Pasing - Münster (Westf) Hauptbahnhof - Neumünster - Neuss Hauptbahnhof - Neustadt (Weinstr) Hauptbahnhof - Oberhausen Hauptbahnhof - Offenburg - Oldenburg (Oldb) Hauptbahnhof - Osnabrück Hauptbahnhof - Plochingen - Potsdam Hauptbahnhof - Regensburg Hauptbahnhof - Rosenheim - Rostock Hauptbahnhof - Saarbrücken Hauptbahnhof - Singen (Hohentwiel) - Solingen Hauptbahnhof - Trier Hauptbahnhof - Tübingen Hauptbahnhof - Uelzen - Ulm Hauptbahnhof - Weimar - Wiesbaden Hauptbahnhof - Wolfsburg Hauptbahnhof - Worms Hauptbahnhof - Wuppertal Hauptbahnhof - Würzburg Hauptbahnhof |

## Categorie 3: Regionaal knooppunt / Langeafstandsstation
In categorie 3 vindt men knooppunten voor het regionale spoorwegverkeer die deels door langeafstandstreinen bediend worden en stations van het langeafstandsnet met geringe betekenis voor het regionale vervoer. Vanaf deze categorie speelt verblijven op het station een ondergeschikte rol, in vergelijking met categorie 1 en 2. De meeste van deze stations beschikken over een stationsgebouw met loketten en enkele winkels, maar aanvullende diensten worden niet aangeboden. Tot de derde categorie behoren 239 stations, waaronder Jena Paradies, Ludwigsburg, Memmingen, Mülheim (Ruhr) Hauptbahnhof, Schorndorf, Tuttlingen en Wesel.

## Categorie 4: Netwerkstation voor het regionale verkeer / Regionaal knooppunt
Tot categorie 4 behoren ongeveer 630 drukbezochte stations die vooral voor het regionale spoorwegverkeer (RegionalBahn, S-Bahn en RegionalExpress) belangrijk zijn. De stations worden voornamelijk gebruikt door forenzen. Stations van de vierde categorie zijn qua reismogelijkheden en dienstenniveau te vergelijken met busstations. Enkele voorbeelden zijn de stations Ahlen, Berlin-Lichterfelde West, Offenbach Hauptbahnhof, Pirna en Speyer Hauptbahnhof.

## Categorie 5: Netwerkstation voor het regionale verkeer
Stations in kleinere steden of in buitenwijken worden veelal geplaatst in categorie 5 (Nahverkehrssystemhalt). Net als stations van de vierde categorie worden deze stations vooral gebruikt door forenzen, maar ten opzichte van de vorige categorie hebben ze een lager reizigersaantal. De uitrusting van de circa 1000 stations van de vijfde categorie is tamelijk basaal. Op deze stations wordt meer geïnvesteerd in robuustheid (tegen vandalisme) en het schoonhouden van het station.

## Categorie 6: Halte voor het regionale verkeer

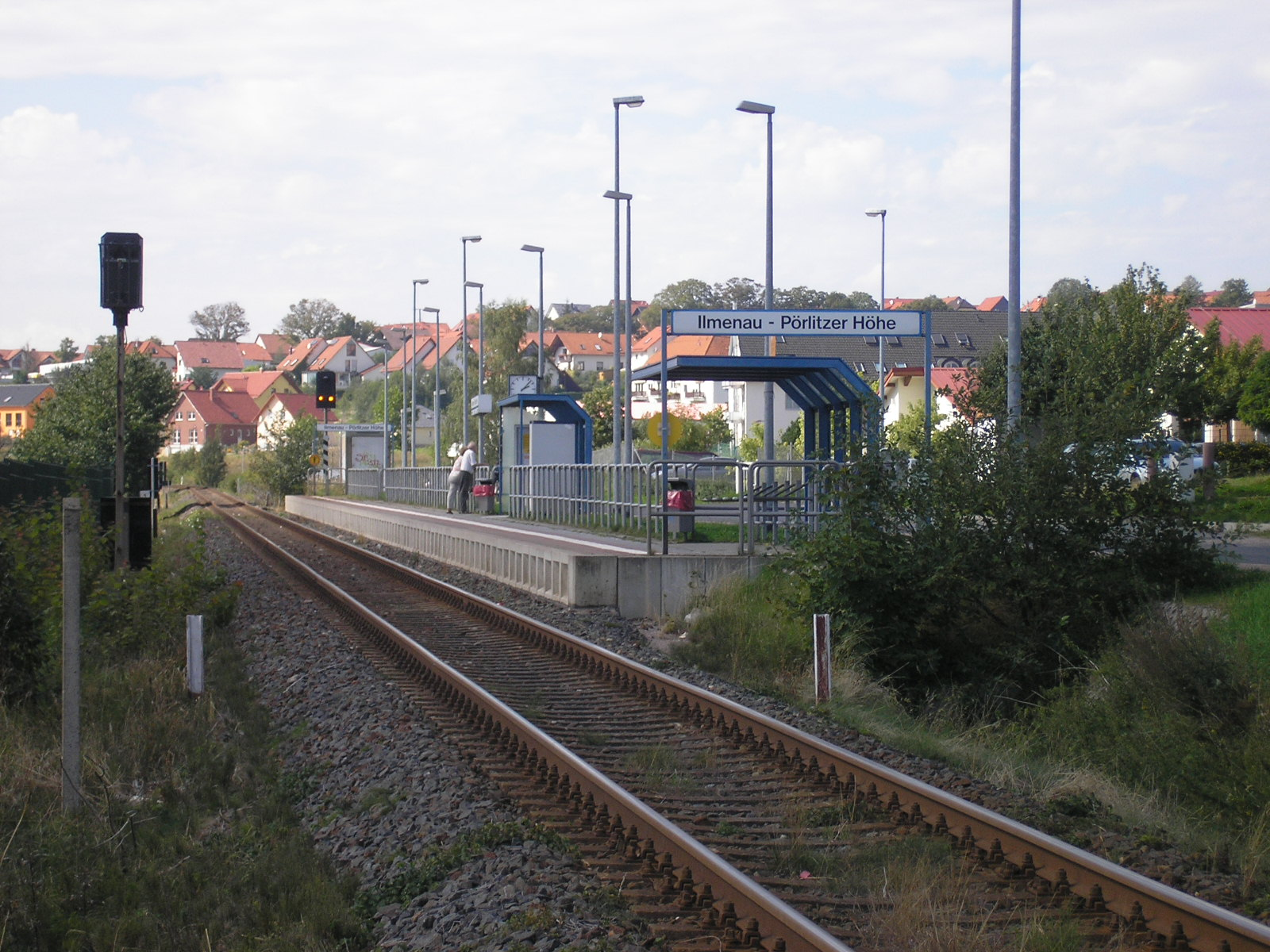
Ilmenau-Pörlitzer Höhe: een typisch station van de zesde categorie

Binnen categorie 6 horen meer dan 2500 kleinere stations. Deze stations bevinden zich op dunbevolkte locaties met weinig reizigers en bieden alleen de meest basale voorzieningen, zoals abri's en kaartautomaten. Stations van de zesde categorie zijn te vergelijken met bushaltes.

## Categorie 7: Landelijke haltes
Categorie 7 stations zijn landelijke haltes. Deze stations zijn zeer eenvoudig ingericht, met nauwelijks faciliteiten. De stations bestaan vaak uit maar één perron. Zo hebben deze stations geen omroepsysteem of digitale reisinformatie. In totaal zijn er ongeveer 900 stations die tot deze categorie behoren.